# Suaad Allami
Suaad Allami , född i Sadrstaden, är en irakisk jurist och kvinnorättsaktivist. 
Allami studerade vid Bagdad University School of Law och avlade examen i juridik 1992. Efter sina studier arbetade hon i familjedomstolar i Irak i 17 år och grundade Women for Progress Center. Genom denna organisation erbjöds stöd både i form av vård, utbildning, praktikplatser och juridisk rådgivning till utsatta kvinnor och barn. 
Allami tilldelades International Women of Courage Award 2009.  
Allami fick möjlighet att läsa Humphrey Fellowship (Fulbright) vid University of Minnesota Law School under 2009–2010.
2014 besökte Allami FN:s säkerhetsråd för att delta i debatten om Kvinnor, fred och säkerhet.